# Бурса (вилает)
Бурса (на турски: Bursa) е вилает (област) в Западна Турция. Административен център на вилаета е едноименният град Бурса. Вилает Бурса е с население от 2 413 971 жители (приб. оценка 2006 г.) и обща площ от 11 043 кв.км.

## Административно деление
Вилаетът се разделя административно на 17 околии. От тях 7 предтсвляват де факто градски райони на вилаетския град – Бурса:

### Околии, градски райони на Бурса
- Гемлик
- Гюрсу
- Кестел
- Муданя
- Нилюфер
- Османгази
- Йълдъръм

### Градове околийски центрове
- Бююкорхан
- Харманджък
- Инегьол
- Изник
- Караджабей
- Келес
- Мустафакемалпаша
- Орханели
- Орхангази
- Йенишехир

## Население
Численост на населението според преброяванията през годините:
| Година | Численост |
| 1990   | 1 596 161 |
| 2000   | 2 125 140 |
| 2011   | 2 640 128 |